# S. Lawrence Zipursky
Stephen Lawrence Zipursky né en 1955 est un biochimiste et neuroscientifique américain. Il est professeur et directeur de recherche à l'Université de Californie à Los Angeles et au Howard Hughes Medical Institute.
Il a notamment étudié la formation des réseaux neuronaux du système visuel et olfactif de la Drosophila melanogaster et de la souris pour comprendre les connexions neuronales. Ses recherches portent également sur le gène DSCAM, qui regroupe des protéines d'adhésion cellulaire appartenant à la Superfamille des immunoglobulines.

## Récompenses et Honneurs
- 1998 : Membre de l'Académie américaine des arts et des sciences[2]
- 2009 : Membre de l'Académie nationale des sciences[3]
- 2012 : Membre de l'Association américaine pour l'avancement des sciences [4]
- 2015 : Prix Louisa-Gross-Horwitz [5]